# Olimpíada de xadrez de 1996
A Olimpíada de xadrez de 1996 foi a 32.ª edição da Olimpíada de Xadrez organizada pela FIDE, realizada em Yerevan entre os dias 15 de setembro e 2 de outubro. A Rússia (Garry Kasparov, Vladimir Kramnik, Alexei Dreev, Peter Svidler, Evgeny Bareev e Sergei Rublevsky) conquistou a medalha de ouro, seguidos da Ucrânia (Vassily Ivanchuk, Volodymyr Malaniuk, Oleh Romanyshyn, Ihor Novikov, Alexander Onyschuk e Stanyslav Savchenko) e Estados Unidos (Boris Gulko, Alexander Yermolinsky, Nick De Firmian, Gregory Kaidanov, Joel Benjamin e Larry Christiansen). No feminino, a Geórgia (Maia Chiburdanidze, Nana Ioseliani, Ketevan Arakhamia-Grant e Nino Gurieli) conquistou a medalha de ouro seguida da China (Xie Jun, Zhu Chen, Wang Lei e Wang Pin) e Rússia (Alisa Galliamova, Svetlana Matveeva, Svetlana Prudnikova e Ludmila Zaitseva).

## Quadro de medalhas

### Masculino
| Tabuleiro   | Ouro                    | Prata                            | Bronze                    |
| 1.º         | QAT Mohamad Al-Modiahki | RUS Garry Kasparov               | UKR Vassily Ivanchuk      |
| 2.º         | BER Richard Robinson    | USA Alexander Yermolinsky        | GEO Giorgi Giorgadze      |
| 3.º         | UZB Saidali Iuldachev   | THA Suchart Chaivichit           | KGZ Vladimir Magai        |
| 4.º         | ENG Matthew Sadler      | THA Veraphol Sunthornpongsathorn | RUS Peter Svidler         |
| 1.º res     | ARM Karen Asrian        | RUS Evgeny Bareev                | MKD Trajce Nedev          |
| 2.º res     | UGA Geoffrey Makumbi    | SVK Pavol Pčola                  | IRI Amir Mallahi          |
| Performance | RUS Garry Kasparov      | UKR Vassily Ivanchuk             | USA Alexander Yermolinsky |

### Feminino
| Tabuleiro   | Ouro                        | Prata                     | Bronze                      |
| 1.º         | TKM Mekhri Ovezova          | ECU Martha Fierro Baquero | HUN Sofia Polgar            |
| 2.º         | CHN Zhu Chen                | GEO Nana Ioseliani        | AHO Maria-Alejandra Diaz    |
| 3.º         | GEO Ketevan Arakhamia-Grant | UZB Nadezhda Reprun       | UKR Elena Sedina            |
| res         | POL Marta Zielińska         | ISR Ella Pitam            | PHI Rachel Pascua           |
| Performance | CHN Zhu Chen                | GEO Nana Ioseliani        | GEO Ketevan Arakhamia-Grant |